# Pabilsaĝ
Pabilsaĝ /pabilsaŋ/, era un dio mesopotamico, venerato già dai Sumeri e sposo della dea Nininsina.  Il suo principale centro di culto era nella città di Larak (non ancora localizzata). Era venerato anche a Isin, sede della sua paredra Nininsina.
Venne identificato con Ninurta. Nei testi cuneiformi viene detto "figlio di Enlil" ed è chiamato "bufalo dalle cosce pezzate" oppure "distruttore di montagne e saccheggiatore di città".
La fusione di queste due immagini (bufalo+ guerriero) è forse all'origine della sua rappresentazione come un centauro. Nell'iconografia sumera, tuttavia, compare anche con ali e artigli d'aquila (in questo caso è bipede) e con una coda ritorta da scorpione. Presiede alla costellazione del Sagittario.